# Costanzo Varolio

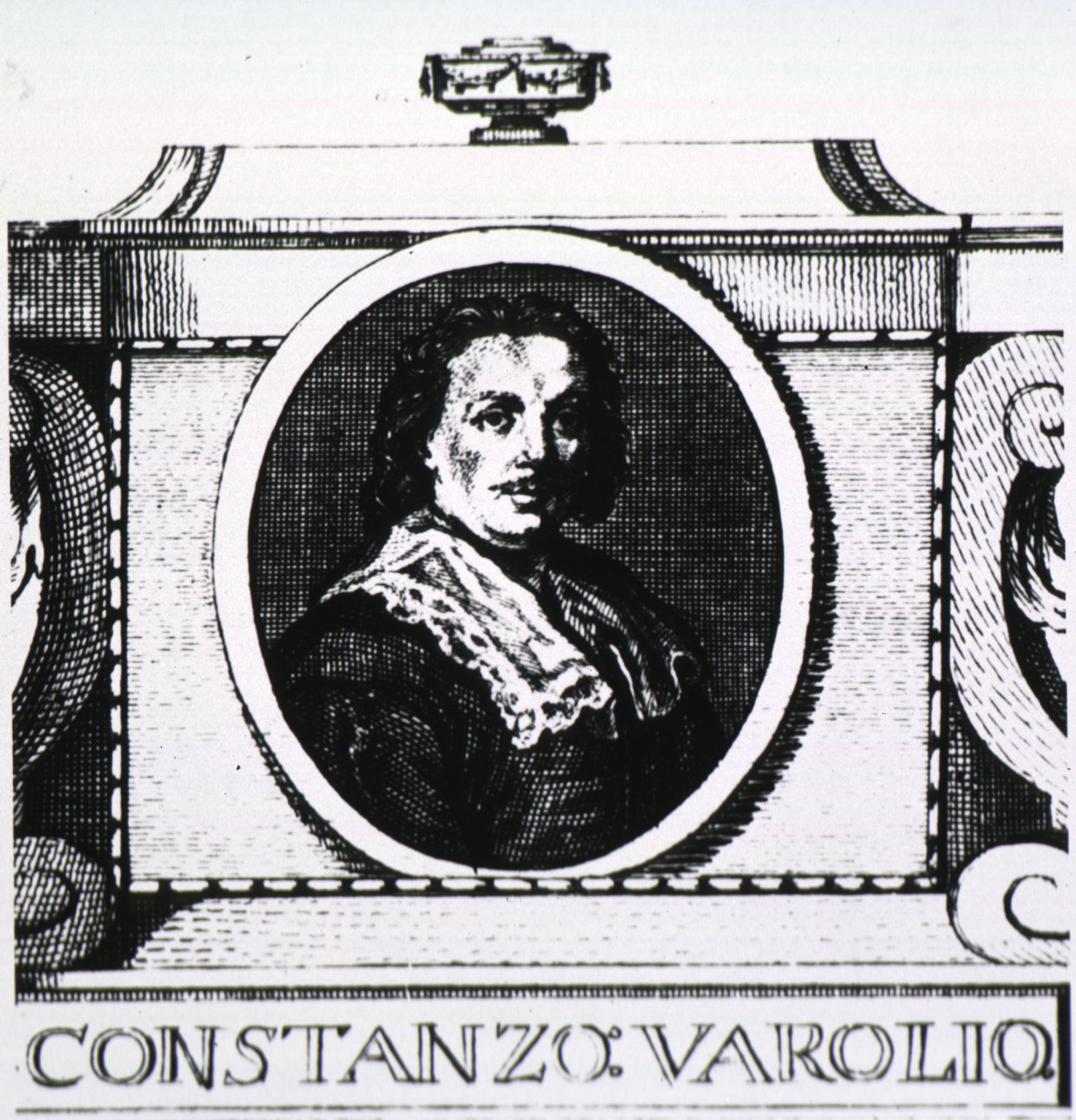
Costanzo Varolio

Costanzo Varolio (n. 1543, Bologna - m. 1575, Roma) a fost un medic italian. A efectuat numeroase cercetări asupra structurii creierului uman. Este descoperitorul așa-numitei punți a lui Varolio, un centru reflex al respirației.